# Ranunculus jugosus
Ranunculus jugosus är en ranunkelväxtart som beskrevs av Y. Menadue. Ranunculus jugosus ingår i släktet ranunkler, och familjen ranunkelväxter. Inga underarter finns listade i Catalogue of Life.